# Premio Multishow de Música Brasileña
El Premio Multishow de Música Brasileña (PMMB) es el mayor premio de música brasileña. Realizado anualmente por el canal Multishow, cuya primera edición tuvo lugar en 1994 con el objetivo de premiar lo mejor del año en Brasil. música a través de la votación de su público y (desde 2011) de un jurado especializado, integrado por periodistas y técnicos de la industria musical.
En los primeros años del premio se llamaba Prêmio TVZ, recién en 1998 pasó a llamarse Prêmio Multishow. El premio es una alternativa al Prêmio da Música Brasileira, siendo un formato similar al de los premios musicales estadounidenses MTV Video Music Awards. Hasta 2008, el premio se realizaba en el Teatro Municipal de Río de Janeiro, en el centro de la capital carioca. Actualmente, la premiación se realiza en el Jeunesse Arena, en la ciudad de Río de Janeiro. La artista más premiada del evento es la cantante Ivete Sangalo, con 20 premios, seguida por Anitta con 19.

## Historia
En la primera edición en 1994, internet no era común, por lo que los nominados y ganadores se elegían por teléfono y solo con suscriptores de TV paga. Cissa Guimarães comandó las llamadas, así como la presentación del evento. El Premio se llamó TVZ.
En la segunda edición, el evento continuó con el nombre de Prêmio TVZ, además de la votación, todavía por teléfono. Lo que cambió fue la sede del evento, que pasó de JazzMania al Ballroom, ambos en Río de Janeiro . El maestro de ceremonias también era diferente. Esta vez Mylena Ceribelli comandó los premios.
1998 fue el año de las grandes novedades. El premio cambió su nombre a Premio Multishow de Música Brasileña y ganó cuatro nuevas categorías: Mejor Instrumentista, Mejor Música, Mejor Espectáculo y Mejor CD.
En la sexta edición del Premio, en 1999, la selección de los ganadores fue más allá del teléfono y pasó a Internet. La noche de premios se cerró con el espectáculo de Frejat y Cássia Eller, cantando "Malandragem". Caetano Veloso fue elegido mejor cantante, y cuando subió al escenario para dar las gracias, lo que se escuchó fue una voz ronca que decía: "El mejor cantante hoy no tiene voz".
En el año 2000, el Premio fue entregado en el escenario del Teatro Municipal . Nelson Motta y Fernanda Torres fueron los anfitriones de la fiesta.
A partir de 2001, Multishow comenzó a premiar a un artista por su contribución a la música brasileña.
En 2002, apareció otra categoría en el Premio, Mejor DVD .
En 2004, la presentadora Hebe Camargo, entonces de 75 años, sorprendió al mostrar su ombligo con un falso piercing . Incluso bromeó sobre el escándalo que involucra a la actriz Luma de Oliveira y al bombero Albucacys Júnior: "¡Estoy hirviendo! ¡Llama al bombero!" .
En 2005, cuando ganó el premio al Mejor Instrumentista, Junior Lima fue abucheado por el público. Lima dijo: "Esto es solo un incentivo para que estudie mucho. Un día miraré este premio y diré "hoy me lo merezco", pero por ahora es solo un incentivo".
El presentador de la 15.ª edición, en 2008, fue el actor Lázaro Ramos.
En 2009, la atracción de la noche fue la cantante Ivete Sangalo que actuó embarazada. Además de ser Rita Lee la principal homenajeada, recibiendo el galardón de manos de su nieta, Izabella.
La ceremonia de premiación de 2010 fue conducida por los actores Bruno Mazzeo y Fernanda Torres, con una duración de aproximadamente 2 horas. La fiesta contó con presentaciones de varios artistas, entre ellos Nando Reis y Skank, los encargados de abrir el evento hicieron una versión de “Vem Morena”, una composición de Luiz Gonzaga .
En la fiesta de 2011, Paula Fernandes, NX Zero y Restart fueron los grandes triunfadores, al recibir dos premios cada uno. La ceremonia honró a los grandes programas de auditorio de los años 80, como Silvio Santos, Chacrinha y Xou da Xuxa .

## Ediciones
| Año | Año  | Fecha            | Ciudad         | Local             | Presentador(es)                                          | Homenajeados                     | Ref.   |
| --- | ---- | ---------------- | -------------- | ----------------- | -------------------------------------------------------- | -------------------------------- | ------ |
|     | 1994 |                  | Río de Janeiro | JazzMania         | Cissa Guimarães                                          |                                  |        |
|     | 1995 | Ballroom         | Río de Janeiro | Mylena Ciribelli  |                                                          |                                  |        |
|     | 1996 | Ballroom         | Río de Janeiro |                   |                                                          |                                  |        |
|     | 1997 | Ballroom         | Río de Janeiro |                   |                                                          |                                  |        |
|     | 1998 | 27 de mayo       | Río de Janeiro | Canecão           | Toni Garrido y Alessandra Calor                          |                                  |        |
|     | 1999 | 25 de mayo       | Río de Janeiro | Canecão           | João Marcello Bôscoli y Alessandra Calor                 |                                  |        |
|     | 2000 | 16 de mayo       | Río de Janeiro | Theatro Municipal | Nelson Motta y Fernanda Torres                           |                                  |        |
|     | 2001 | 22 de mayo       | Río de Janeiro | Theatro Municipal | Nelson Motta y Fernanda Torres                           | Tim Maia                         |        |
|     | 2002 | 4 de junio       | Río de Janeiro | Theatro Municipal | Nelson Motta y Fernanda Torres                           | Cássia Eller                     |        |
|     | 2003 | 3 de junio       | Río de Janeiro | Theatro Municipal | Nelson Motta y Fernanda Torres                           | Erasmo Carlos                    |        |
|     | 2004 | 1 de junio       | Río de Janeiro | Theatro Municipal | Nelson Motta y Regina Casé                               | Herbert Vianna                   |        |
|     | 2005 | 5 de julio       | Río de Janeiro | Theatro Municipal | Nelson Motta y Regina Casé                               | Raul Seixas                      |        |
|     | 2006 | 16 de mayo       | Río de Janeiro | Theatro Municipal | Fernanda Torres                                          | Zeca Pagodinho                   |        |
|     | 2007 | 3 de julio       | Río de Janeiro | Theatro Municipal | Fernanda Torres                                          | Chico Science                    |        |
|     | 2008 | 1 de julio       | Río de Janeiro | Theatro Municipal | Lázaro Ramos                                             | Lulu Santos                      |        |
|     | 2009 | 18 de agosto     | Río de Janeiro | Citibank Hall     | Fernanda Torres                                          | Rita Lee                         |        |
|     | 2010 | 24 de agosto     | Río de Janeiro | Jeunesse Arena    | Fernanda Torres y Bruno Mazzeo                           | Titãs                            |        |
|     | 2011 | 6 de septiembre  | Río de Janeiro | Jeunesse Arena    | Bruno Mazzeo                                             | Jorge Ben Jor                    | [ 4 ]  |
|     | 2012 | 18 de septiembre | Río de Janeiro | Jeunesse Arena    | Ivete Sangalo y Paulo Gustavo                            |                                  | [ 5 ]  |
|     | 2013 | 3 de septiembre  | Río de Janeiro | Jeunesse Arena    | Ivete Sangalo y Paulo Gustavo                            | [ 6 ]                            |        |
|     | 2014 | 28 de octubre    | Río de Janeiro | Jeunesse Arena    | Ivete Sangalo, Paulo Gustavo, Tatá Werneck y Didi Wagner | [ 7 ]                            |        |
|     | 2015 | 1 de septiembre  | Río de Janeiro | Jeunesse Arena    | Ivete Sangalo y Paulo Gustavo                            | [ 8 ]                            |        |
|     | 2016 | 25 de octubre    | Río de Janeiro | Jeunesse Arena    | Fábio Porchat y Tatá Werneck                             | Ney Matogrosso                   | [ 9 ]  |
|     | 2017 | 24 de octubre    | Río de Janeiro | Jeunesse Arena    | Fábio Porchat y Tatá Werneck                             |                                  | [ 10 ] |
|     | 2018 | 25 de septiembre | Río de Janeiro | Jeunesse Arena    | Anitta y Tatá Werneck                                    | Ivete Sangalo                    | [ 11 ] |
|     | 2019 | 29 de octubre    | Río de Janeiro | Jeunesse Arena    | Anitta y Paulo Gustavo                                   |                                  | [ 12 ] |
|     | 2020 | 11 de noviembre  | Río de Janeiro | Jeunesse Arena    | Iza, Paulo Gustavo y Tatá Werneck                        |                                  | [ 13 ] |
|     | 2021 | 8 de diciembre   | Río de Janeiro | Jeunesse Arena    | Iza y Tatá Werneck                                       | Paulo Gustavo y Marília Mendonça | [ 14 ] |
|     | 2022 | 18 de octubre    | Río de Janeiro | Jeunesse Arena    | Gloria Groove, Linn da Quebrada y Marcos Mion            |                                  | [ 15 ] |

## Repercusión
Escribiendo para Yahoo!, Regis Tadeu criticó el premio en 2014 por la forma en que se realizan las entrevistas, el premio se hace por votación popular, y el posible conflicto de intereses con Luan Santana en el premio, contratado por el sello del sello que está vinculado a la otorgar. En 2019, durante la premiación de los Premios Multishow, la cantante Ludmilla subió al escenario junto a Papatinho y fue abucheada por la audiencia al recibir el premio a la Mejor Canción Chiclete del año con la canción "Onda Diferente", en colaboración con Anitta. Después de una pelea pública entre ambas cantantes, Anitta, quien era la presentadora del evento, no subió al escenario junto con Ludmilla para recibir el premio. Esto generó una ola de gritos del público en la audiencia, clamando por el nombre de Anitta y abucheando a Ludmilla durante su discurso de agradecimiento, en el cual no mencionó el nombre de Anitta. Después de la ceremonia, Anitta salió públicamente en defensa de Ludmilla. En octubre de 2021, Ludmilla anuncia un boicot al premio en protesta por no estar nominada a cantante del año.

## Artistas con más premios otorgados
| Artista              | Número de Premios |
| -------------------- | ----------------- |
| Ivete Sangalo        | 20                |
| Anitta               | 19                |
| Luan Santana         | 13                |
| Skank                | 10                |
| Ana Carolina         | 8                 |
| NX Zero              | 8                 |
| Titãs                | 8                 |
| Pitty                | 7                 |
| Sandy & Junior       | 7                 |
| Paula Fernandes      | 6                 |
| Paralamas do Sucesso | 5                 |
| Caetano Veloso       | 5                 |
| Capital Inicial      | 4                 |
| Thiaguinho           | 4                 |
| Los Hermanos         | 4                 |
| Marcelo D2           | 4                 |
| O rappa              | 4                 |
| Ludmilla             | 4                 |
| Charlie Brown Jr.    | 4                 |
| Marina Sena          | 3                 |
| Daniela Mercury      | 3                 |
| Djavan               | 3                 |
| Gabriel o Pensador   | 3                 |
| Jota Quest           | 3                 |
| Michel Teló          | 3                 |
| Restart              | 3                 |
| Simone & Simaria     | 3                 |
| Tribalistas          | 3                 |
| Vanessa da Mata      | 3                 |
| Carlinhos Brown      | 2                 |
| Claudia Leitte       | 2                 |
| Karol Conká          | 2                 |
| Maria Rita           | 2                 |
| Rouge                | 2                 |
| Seu Jorge            | 2                 |
| Vanessa Rangel       | 2                 |

## Categorías

### Actual
- Clip TVZ del Año
- Artista del Año
- Voz del Año
- Hit del Año
- Álbum del Año
- Grupo del Año
- Espectáculo del Año
- Canción del Año
- Dúo del Año
- Revelación del Año
- Instrumentista del Año
- Productor Musical del Año
- Portada del Año

### Extinguido
- Cantante del Año (Femenino)
- Cantante del Año (Masculino)
- Actuación del Año
- Experimente
- Música Chiclete
- Live del Año
- Mejor Cover en la Web
- Mejor DVD
- Mejor Clip
- Mejor Artista Sertanejo
- Mejor Instrumentista
- Revelación - Solo
- Revelación - Grupo